# Agencia Espacial Brasileña

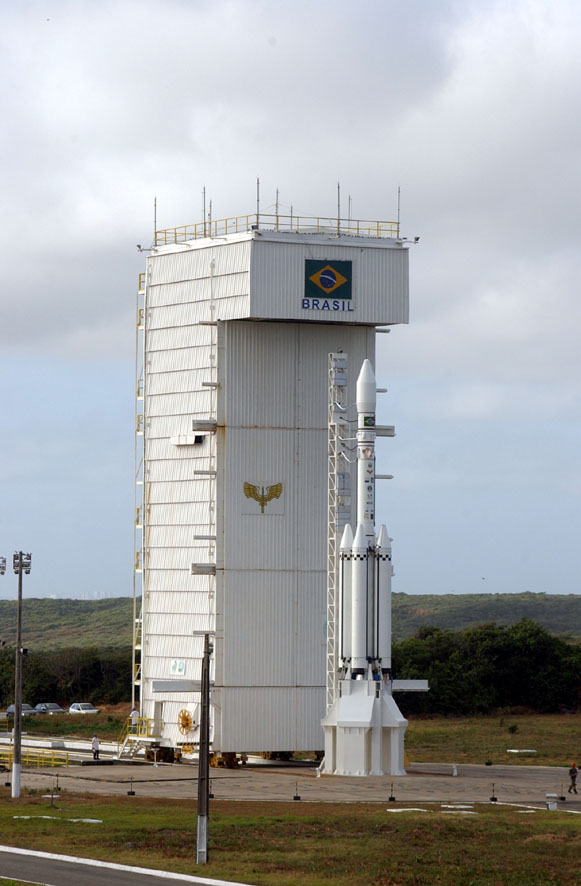
VLS-1 V03 en su plataforma de lanzamiento

La Agencia Espacial Brasileña (en portugués Agência Espacial Brasileira) conocida también por su sigla AEB, es la autoridad civil del Brasil que está a cargo del programa espacial del país. Ésta opera en el Centro de Lanzamiento de Alcántara y el Centro de Lanzamiento de Barrera del Infierno. La agencia ha puesto al Brasil en un lugar de relevancia en cuanto a tecnología espacial en Latinoamérica y lo ha convertido en un socio para la cooperación en la Estación Espacial Internacional que ha culminado con el lanzamiento del primero astronauta brasileño en la Misión Centenario en 2006.
La agencia espacial brasileña es la sucesora del programa espacial brasileño, el cual se encontraba previamente bajo control militar. La transferencia al control civil se realizó el 10 de febrero de 1994.
Brasil lanzó exitosamente su primer cohete al espacio el 02-Abr-1993 con el vuelo del cohete VS-40 PT-01 desde el Centro de Lanzamiento de Alcántara, lanzado en una misión suborbital con un apogeo de 950km, siguiéndole decenas de lanzamientos exitosos de las familias VSB-30 y VSB-40, fabricados en el país y utilizados también en misiones para la ESA desde Noruega y Suecia.
El 30 de marzo de 2006 el astronauta de la AEB Marcos Pontes se convirtió en el primer brasileño, sudamericano y la primera persona de habla portuguesa en ir al espacio, permaneciendo una semana en la estación espacial internacional. Durante su viaje, Pontes llevó a cabo ocho experimentos seleccionados por la AEB. Marcos Pontes aterrizó en Kazajistán el 8 de abril de 2006 con la tripulación de la Expedición 12 (ISS).
La agencia espacial brasileña ha buscado llevar a cabo una política de desarrollo compartido con otros programas espaciales más avanzados. Inicialmente dependió altamente de los Estados Unidos, pero al encontrar dificultades con la transferencia tecnológica, Brasil decidió diversificarse y trabajar con otras naciones como Rusia, Ucrania, Israel, y China.

## Historia

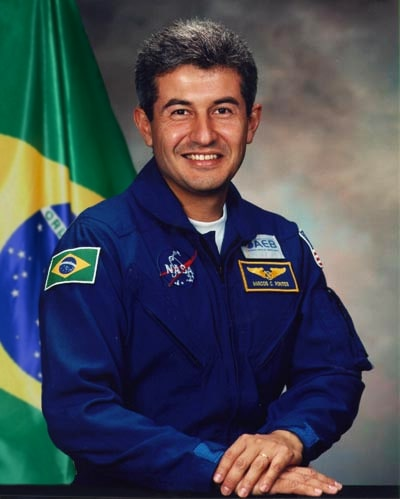
Marcos Pontes fue el primer astronauta brasileño.

Desde 1961 hasta el año de 1994 los militares dirigieron la mayor parte de las actividades del programa espacial a través del Ministerio de Aeronáutica, el cual estaba a cargo del Comando de Tecnología Aeroespacial (CTA). El CTA, creado en 1950, se encargaba de la investigación y el desarrollo de los programas aeroespaciales de la Fuerza Aérea Brasileña (FAB). En 1965, la FAB creó el Instituto de Actividades Espaciales (IAE), una de las muchas instituciones de la CTA, para desarrollar cohetes. Desde la creación de la IAE se han probado más de 2000 cohetes.
En 1960 el presidente Jânio Quadros establece una comisión para la elaboración de un programa nacional de exploración espacial. El resultado fue la formación, en agosto de 1961, del Grupo de Organización de la Comisión Nacional de Actividades Espaciales (GOCNAE), con sede en São José dos Campos, en el estado de São Paulo.
En 1971, se estableció un comité cívico-militar denominado Comisión Brasileña de Actividades Espaciales (COABE), que fue puesta bajo el control del Consejo de Seguridad Nacional (CSN). COBAE estaba presidida por el estado mayor de las fuerzas armadas (EMFA) y se ocupaba de la Misión Espacial Completa Brasileña (MECB), creada en 1981 para coordinar el lanzamiento de vehículos, sitios de lanzamiento y la fabricación de satélites.
En un intento por construir un vehículo lanzador de satélites (VLS), Brasil ha desarrollado desde 1964 una serie de cohetes denominados Sonda I, Sonda II, Sonda III y Sonda IV. El lanzamiento de los primeros cohetes sonda se probó desde el Centro de Lanzamiento da Barrera del Infierno, cerca de la ciudad de Natal. El cohete Sonda IV fue probado con éxito el 28 de abril de 1989 y la evolución de la serie Sonda resultado en la familia VS, con decenas de lanzamientos desde el Centro de Lanzamiento de Alcântara (CLA) en Maranhão y en otros países como Noruega, Suecia y Australia.
El CLA fue establecido oficialmente el 21 de febrero de 1990 con un coste de 470 millones de dólares. Es el centro espacial más cercano a la línea ecuatorial (2,3 grados al sur del ecuador), lo que lo hace especialmente atractivo para lanzamiento de satélites geoestacionarios debido a que la cercanía al ecuador permite ahorrar hasta un 25% de propelente con respecto a un lanzamiento desde Cabo Cañaveral.
El 9 de febrero de 1993 se lanzó el Satélite de Recolección de Datos (SCD-1), completamente desarrollado en Brasil, para recoger datos sobre el medio ambiente. El SCD-1 es considerado algunas veces como el satélite “verde”, y lo usan las agencias del Instituto Nacional de Investigación Espacial (INPE). Tanto el SCD-1 como el SCD-2, este último lanzado el 22 de octubre de 1998, se pusieron en órbita usando cohetes Pegasus de fabricación estadounidense.
El 6 de julio de 1988, Brasil firmó un acuerdo con China para el desarrollo conjunto entre el INPE y la Agencia Espacial China (AEC) de dos satélites para fotografiar la Tierra que serían lanzados usando cohetes Larga Marcha de fabricación china desde el Centro Espacial de Xichang. Los satélites de observación en alta resolución fueron denominados Satélites de Recursos Terrestres China-Brasil (CBERS) y recogerían datos sobre el planeta que serían usados para la agricultura, la geología, hidrología y el medio ambiente. El acuerdo chino-brasileño no se activó hasta 1991 debido a que Brasil carecía de fondos. En octubre de 1991 y noviembre de 1994 Brasil y China firmaron unos acuerdos adicionales para la construcción de satélites por un valor de 150.000 millones de dólares. El CBERS-1 se programó para ser lanzado en mayo de 1997.

### Desde 1994: agencia espacial brasileña

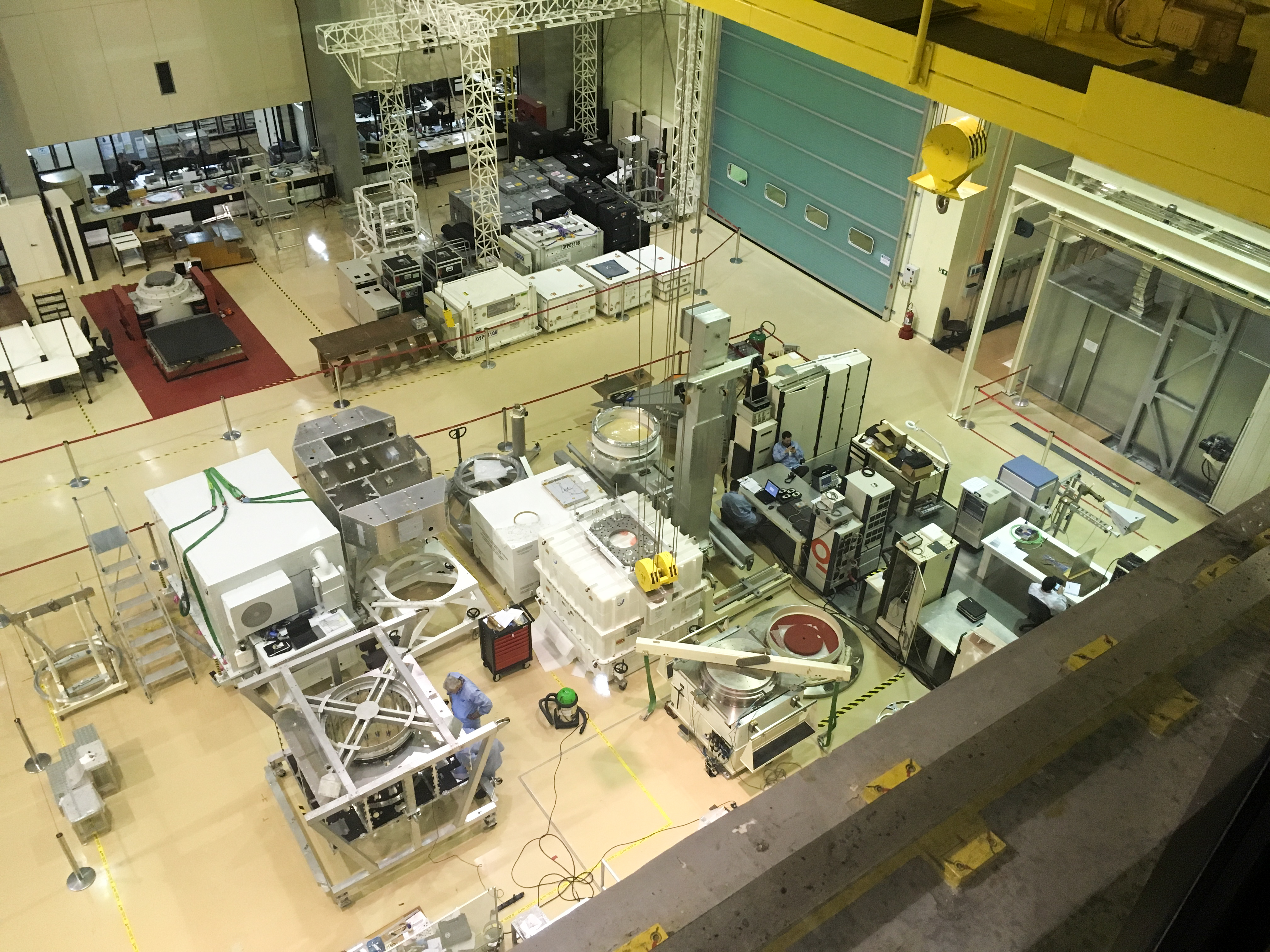
Montaje de satélites, INPE

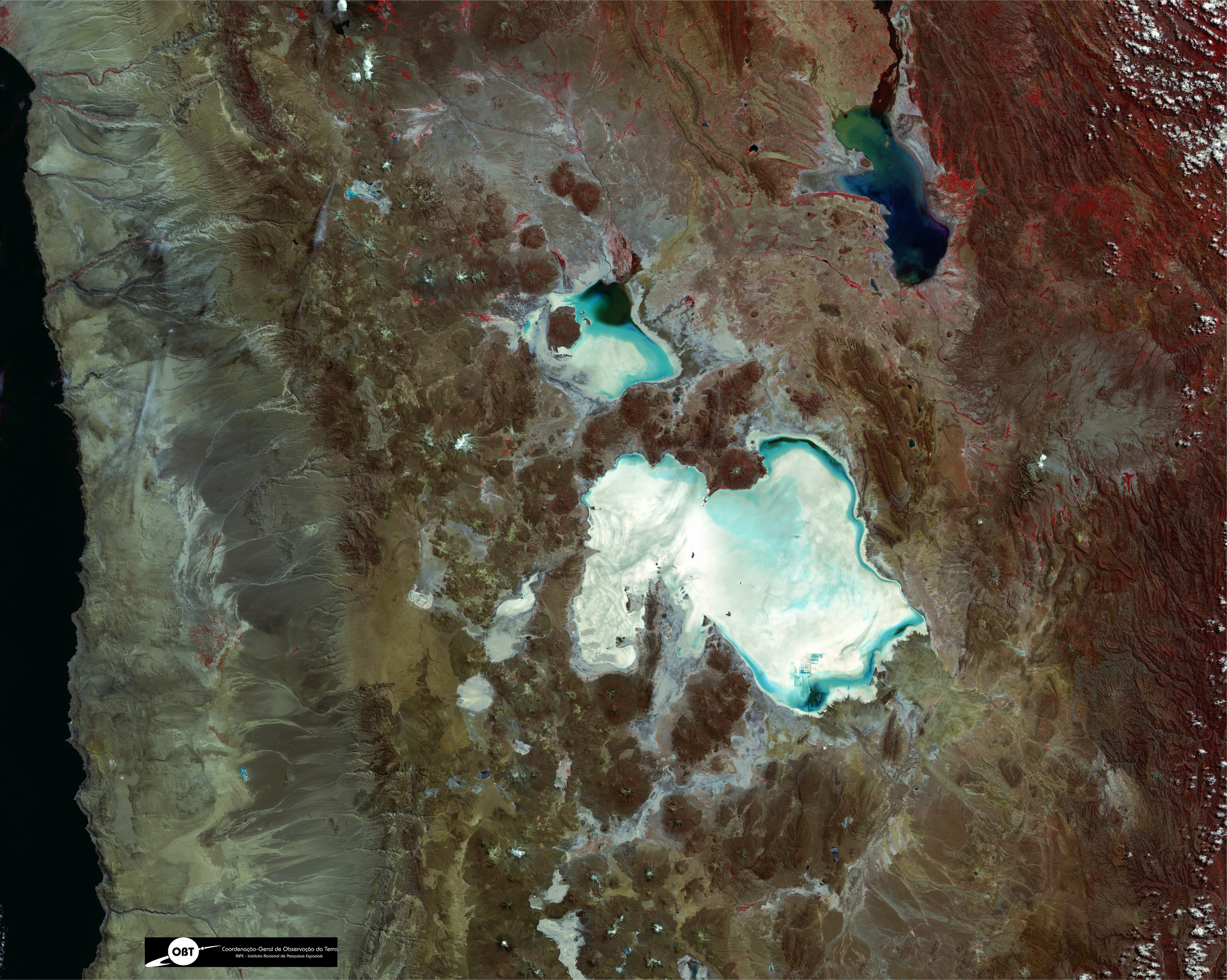
Salar de Uyuni - Bolivia registrado por CBERS 4

En un intento por colocar la MECB firmemente en manos civiles, el presidente de Brasil Itamar Franco firmó una ley el 10 de febrero de 1994, creando la Agencia Espacial Brasileña. La AEB reemplazaba a COBAE, la cual actuaba principalmente como un cuerpo asesor y no tenía personal. La AEB, una agencia semiautónoma, tendría sus propias responsabilidades para la implementación de políticas. Estaría dirigida por civiles bajo el control directo del presidente. 
La AEB supervisaría a MECB, pero el Ministerio de Aeronáutica todavía estaría a cargo de la infraestructura de lanzamiento y el lanzamiento mismo de los vehículos, y el INPE continuaría dirigiendo el desarrollo de satélites. La AEB se creó para desviar las críticas del gobierno de los Estados Unidos, el cual veía con recelo la participación de los militares de Brasil en el MECB.
Además de la coordinación de las actividades espaciales del país, la AEB mantiene acuerdos con otras agencias espaciales, como la ESA para seguimiento de vehículos de lanzamiento Ariane en conjunto con el Centro Espacial de Kourou, (Guayana Francesa) durante eventos como extinción, separación y encendido de los motores, entre otras acciones en telemedidas, de conformidad con las disposiciones del acuerdo.

### Acuerdos Artemisa
En junio de 2021, el Ministerio de Ciencia y Tecnología (MCTI) y la AEB firmaron el convenio que oficializa la participación de Brasil en el Programa Artemisa. Fue el primero en Sudamérica en adherirse a los Acuerdos de Artemisa y el décimo en participar oficialmente en la colaboración.
Los funcionarios del gobierno brasileño dicen que el país producirá y desarrollará equipos robóticos para ayudar con la exploración lunar.
A principios de 2022 la AEB lanzó el primero llamamiento con finalidad de mapear las patentes nacionales y las posibles aplicaciones al programa Artemisa y en junio de 2023 la agencia aprobó en su cartera de misiones los proyectos SelenITA como primera sonda de espacio profundo de Brasil y Garatéa-L que realizará investigaciones en astrobiología en la órbita de la luna durante 28 días como parte de las misiones artemis.

### Operadores privados
En agosto de 2021 el gobierno de Brasil estableció la Ordenanza nº 698, reglamentación que sigue el estándar FAA 14 CFR parte 450, que trata de las licencias de lanzamiento y reingreso a fin de seguir el estándar mundial en actividades espaciales.
Desde la reglamentación la Agencia Espacial Brasileña ha homologado a empresas privadas para operar lanzamientos orbitales y suborbitales desde el Centro Espacial de Alcántara, dentre ellas:
- Virgin Orbit[14]
- Orion AST[15]
- C6 Launch[16]
- Hyperion[17]
- Innospace - primero lanzamiento, suborbital[18]
- Pion Labs - empresa brasileña con el lanzador PESL[19]

## Centros de lanzamiento

### Centro Espacial de Alcântara - CEA
El Centro Espacial de Alcántara (Centro de Lançamento de Alcântara en portugués), situado en el municipio homónimo del estado de Maranhão, es una base espacial brasileña administrada por la Fuerza Aérea de Brasil junto con la Agencia Espacial Brasileña. Su ubicación próxima al ecuador (2°21 de latitud) le da una cierta ventaja para lanzar satélites. El centro espacial cuenta con decenas de lanzamientos suborbitales llegando hasta 900km de altitude y está para lanzar el primero cohete orbitador. 
Desde 2021 es nombrado como Centro Espacial de Alcântara (Alcântara Space Center) y en abril del mismo año la Agencia Espacial Brasileña divulgado los nombres de empresas privadas seleccionadas para operar lanzamientos orbitales y suborbitales desde el centro espacial, inicialmente las Virgin Orbit, Orion AST, C6 Launch y Hyperion. 
En agosto de 2021 el gobierno de Brasil estableció la Ordenanza nº 698, reglamentación que sigue el estándar FAA 14 CFR parte 450, que trata de las licencias de lanzamiento y reingreso a fin de seguir el estándar mundial en actividades espaciales y el vuelo inaugural de una empresa del llamado New Space desde el CEA tuvo lugar en marzo de 2023 con el lanzamiento del cohete Hanbit-TLV por parte de Innospace de Corea del Sur.
Los números de lanzamientos desde la base por decenio están cuantificados en la tabla a seguir.
| Período     | Lanzamientos |
| ----------- | ------------ |
| 1990-1999   | 25           |
| 2000-2009   | 10           |
| 2010-2019   | 08           |
| 2020-actual | 06           |

### Centro de Lanzamiento de Barrera del Infierno - CLBI
El Centro de Lanzamiento da Barrera del Infierno (Centro de Lançamento da Barreira do Inferno en portugués) es la base de los primeros lanzamientos de cohetes de Brasil, que fue establecido en 1965 y está situado en el municipio de Parnamirim, cerca de la capital, Natal, estado de Rio Grande do Norte. Se concentran las operaciones de lanzamiento de cohetes desde las pequeñas y medianas empresas además de seguimiento de vehículos de lanzamiento Ariane en conjunto con el Centro Espacial de Kourou, (Guayana Francesa) y de vehículos lanzados desde el Centro de Lanzamiento de Alcântara.

## Vehículos de lanzamiento
Los vehículos Sonda fueron la primera familia de cohetes brasileños propulsados por combustible sólido y fabricados por el Instituto Nacional de Investigación Espacial del Brasil-INPE. La primera versión fue desarrollada a mediados de los años 1960 y fueron utilizados para investigación en aeronomía y de la ionosfera. Los cohetes Sonda fueron sucedidos por los de clase VS que hasta 2020 cuentan con más de medio centenar de lanzamientos desde Brasil, Suecia, Noruega y Australia. 
Los vehículos orbitadores VLS fueron descontinuados después de dos fallas de lanzamiento y la explosión del VLS-1 V03, provocando un terrible accidente y matando a 21 técnicos. Actualmente se desarrolla el vehículo orbitador VLM-1 de 3 estadios y 28.000 kg de masa.
| # | Vehículo             | Tipo          | Apogeo      | Carga útil   | Lanzamientos  |
| - | -------------------- | ------------- | ----------- | ------------ | ------------- |
| 1 | Sonda I, II, III, IV | Suborbital    | 65 - 800 km | 4,5 - 500 kg | 276           |
| 2 | VLS                  | Orbitador     | orbital     | 380 kg       | 2 (fallas)    |
| 3 | VS-30                | Suborbital    | 160 km      | 260 kg       | 11            |
| 4 | VSB-30               | Suborbital    | 276 km      | 400 kg       | 32            |
| 5 | VS-40                | Suborbital    | 950 km      | 500 kg       | 4             |
| 6 | VS-50                | Suborbital    | -           | 500 kg       | en desarrollo |
| 7 | VLM-1                | Orbitador     | orbital     | 500 kg       | en desarrollo |
| 8 | Fogtrein             | Entrenamiento | 30 - 60 km  | 5 - 30 kg    | 7 +           |

### Nuevos Lanzadores
Recientemente se firmó un contrato de financiación entre el Estado y dos consorcios privados nacionales liderados por Cenic y Akaer para el desarrollo y lanzamiento de dos cohetes hasta 2026. Se trata de los pequeños orbitadores, el ML-BR y el VLN-AKR, del rango de 10t, para lanzar nano y microsatélites.

### 14-X
El 14-X es el prototipo del vehículo aéreo hipersónico brasileño que voló en pruebas por primera vez en finales de 2021, es equipado con un motor Scramjet, integrado al cuerpo de la aeronave. En 2024, el Estado firmó un contrato de financiación para el vehículo propulsor del hipersónico, el Rocket Assisted Take-Off-RATO-14X (Despegue Asistido por Cohete), el vehículo tendrá una altura estimada de 14 metros y peso de orden de 15 toneladas.

## Satélites

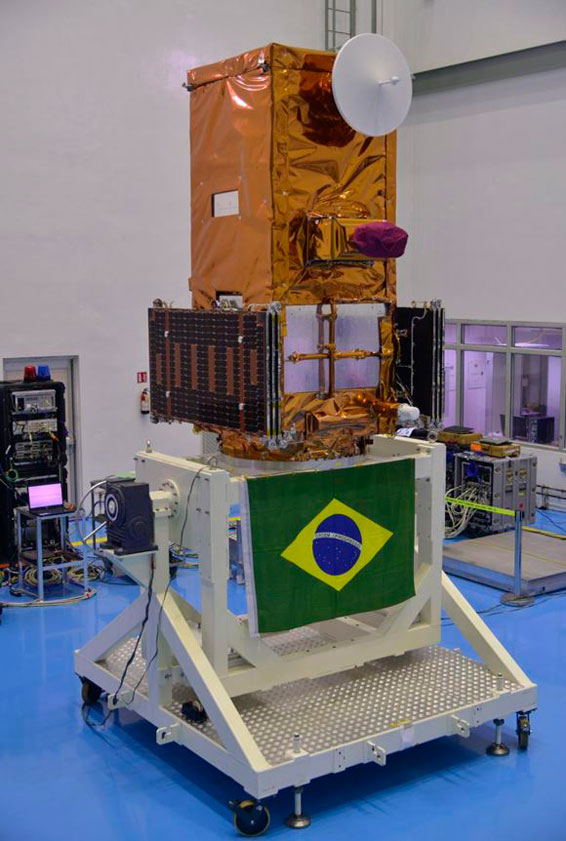
Satélite Amazonia-1

La AEB y el INPE responder por vários satélites en órbita, incluidos satélites de reconocimiento, observación terrestre, comunicaciones y defensa y otros que están actualmente en desarrollo.
La siguiente tabla muestra los principales satélites del país a cargo de la agencia y también los de Embratel/StarOne e los nano y microsatélites y los programas en desarrollo no se incluyen en esta tabla.
| Satélite       | Vehículo de lançamento | Fecha | Estado Operativo  |
| -------------- | ---------------------- | ----- | ----------------- |
| BrasilSat A1   | Ariane 3               | 1985  | Retirado, 2002    |
| BrasilSat A2   | Ariane 3               | 1986  | Retirado, 2004    |
| SCD-1          | Pegasus                | 1993  | Activo            |
| BrasilSat B1   | Ariane 4               | 1994  | Retirado, 2010    |
| BrasilSat B2   | Ariane 4               | 1995  | Retirado, 2018    |
| SCD-2A         | VLS                    | 1997  | Falla lanzamiento |
| SCD-2          | Pegasus                | 1998  | Activo            |
| BrasilSat B3   | Ariane 4               | 1998  | Retirado, 2018    |
| CBERS-1        | Larga Marcha 4B        | 1999  | Retirado, 2003    |
| SACI-1         | Larga Marcha 4B        | 1999  | Falla lanzamiento |
| SACI-2         | VLS                    | 1999  | Falla lanzamiento |
| BrasilSat B4   | Ariane 4               | 2000  | Activo            |
| CBERS-2        | Larga Marcha 4B        | 2003  | Retirado, 2007    |
| Star One C12   | Proton-M               | 2005  | Activo            |
| Star One C1    | Ariane 5               | 2007  | Activo            |
| CBERS-2B       | Larga Marcha 4B        | 2007  | Retirado, 2010    |
| Star One C2    | Ariane 5               | 2008  | Activo            |
| Star One C3    | Ariane 5               | 2012  | Activo            |
| CBERS-3        | Larga Marcha 4B        | 2013  | Falla lanzamiento |
| CBERS-4        | Larga Marcha 4B        | 2014  | Activo            |
| Star One C4    | Ariane 5               | 2015  | Activo            |
| Star One D1    | Ariane 5               | 2016  | Activo            |
| SGDC-1         | Ariane 5               | 2017  | Activo            |
| CBERS-4A       | Larga Marcha 4B        | 2019  | Activo            |
| Star One D2    | Ariane 5               | 2021  | Activo            |
| Amazônia-1     | GSLV                   | 2021  | Activo            |
| Carcará I y II | Falcon 9               | 2022  | Activos           |

### Proyectos actuales y futuros
En junio de 2023, la Agencia Espacial Brasileña realizó, en reunión de ProSAME - Procedimiento de Selección y Adopción de Misiones Espaciales, la tarjeta de admisión de las misiones a realizarse en los próximos años: CBERS 06, BiomeSat, NanoMIRAX 2, Catarina Constelación - Flota A, EQUARS. En esta reunión también fueron calificadas las misiones SelenITA y Garatéa-L (lunares, programa Artemis), MapSAR, AQUAE/Satélite Amazônia 1B e ITASAT.
El Proyecto del Telescopio Espacial Solar Galileo (GSST) se está desarrollando con el objetivo de medir el campo magnético del Sol y monitorear la actividad solar que afecta al planeta Tierra, así como el clima espacial y terrestre.

## Micro y nanosatélites
En cuanto al uso de micro y nanosatélites, se prevé utilizar el CLA para el lanzamiento de pequeños equipos.
Además de tener ya nanosatélites en órbita, como los NanoSatC-Br 1 y 2, lanzados a partir de 2014 para investigar las interacciones del campo magnético de la Tierra con la radiación solar, otros proyectos están en marcha como la “Constelación Catarina”, una alianza entre la AEB y el gobierno de Santa Catarina, para la construcción de una constelación de 12 nanosatélites que serán utilizados en las áreas de defensa y protección civil, medio ambiente, meteorología y agricultura. El más reciente lanzamiento de satélite de esa clase fue el VCUB-1 de Visiona (Embraer-Telebras) en 2023.

## Desafíos del programa espacial brasileño
Los lazos entre Brasil y los Estados Unidos se establecieron generalmente a través de los cuadros de cada gobierno. La NASA trabajó con el INPE, compartiendo datos, ayudando a desarrollar e implementar experimentos científicos y capacitando científicos y técnicos del instituto. De la misma manera, la Fuerza Aérea de los Estados Unidos trabajó con la aerónautica del Brasil y estableció un número de acuerdos para el intercambio de información con la CTA que cubría asuntos como el pronóstico del tiempo.
Brasil ya no depende sustancialmente de los EE. UU. en asuntos de tecnología espacial. En 1981 se supo que el MECB preparaba un proyecto ambicioso de mil millones de dólares con el ánimo de obtener autosuficiencia en tecnología espacial. Para entonces, Brasil se había comprometido a lanzar sus propios satélites de fabricación doméstica (dos para el pronóstico del clima y dos para fotografiar el suelo terrestre) desde la base de Alcántara.
En intentos posteriores para disminuir su dependencia de Estados Unidos, en 1980 Brasil dio pasos para lograr la autosuficiencia en la producción de perclorato de amonio, un oxidante para combustibles sólidos. Además de sus proyectos domésticos de investigación y desarrollo, Brasil empezó a cooperar con Canadá, la Agencia Espacial Europea, Rusia, Francia y especialmente con China. Un proyecto satelital conjunto con China es el Satélite de Recursos Terrestres China-Brasil. Brasil también busca cooperar con otros países.
Desde mediados de los años 1980 hasta los años 1990, los legisladores de Estados Unidos mostraron preocupación con el MECB de Brasil debido a la posibilidad que existía de desviar la tecnología de lanzamiento de cohetes hacia programas balísticos militares. Aunque para 1997 Brasil todavía no había producido misiles balísticos, sus fuerzas militares habían dado alta prioridad al desarrollo de sistemas de misiles, uno de los cuales incluía el misil Piraña (MAA-1). El acople del programa de lanzamiento espacial de Brasil con la artillería de cohetes sugería que el país tenía el potencial de desarrollar misiles avanzados e incluso misiles balísticos.
Desde 1987 a 1994 los Estados Unidos buscaron la forma de desarticular el proyecto balístico del Brasil mediante el Régimen de Control de la Tecnología de Misiles (MTCR), creado en abril de 1987. Dado el avanzado estado del programa nuclear del Brasil, los EE. UU. estaban preocupados por el potencial de Brasil de eventualmente ser capaz de transportar una cabeza nuclear en uno de sus misiles. Las restricciones impuestas desde entonces a Brasil paralizaron el proyecto del Vehículo Lanzador de Satélites así como también la investigación y el desarrollo de misiles balísticos y afectó a las relaciones en materia de seguridad entre los dos países, obligando a Brasil a estrechar lazos con China y con Rusia y varios países de Europa y Oriente Medio (Irak). En octubre de 1995, por ejemplo, Brasil ofreció a Rusia la base Alcántara para que lanzara sus cohetes.
En febrero de 1995, Brasil anunció que cumpliría con las exigencias del MTCR. Dicho cumplimiento incluía controles a la exportación de tecnología espacial y de misiles. El acomodamiento de Brasil con el MTCR coincidió con intentos de EE. UU. de volver a cooperar con las actividades espaciales de Brasil y marcar un nuevo comienzo en las relaciones espaciales.